# Phoroncidia
Phoroncidia(лат.) — рід гребінчатоногих павуків. Вперше описаний Дж. Вествудом в 1835. Мешкає в Екваторіальній Гвінеї, Коста-Ріці, Китаї, Японії, Тайвані, Мадагаскарі, ПАР, Індії, Індонезії, Малайзії, Кубі, Ямайці, на Філіппінах, у Бразилії, Венесуелі, Парагваї, Колумбії, Парагваї . Чилі, Шрі-Ланці, Кенії, Танзанії, Габоні, Камеруні, Новій Зеландії, США, Канаді, Південній Європі, Грузії, Азербайджані, Туреччині, Росії, Самоа, Фіджі.

## Види
Станом на травень 2020 року він містить 79 видів та один підвид, що зустрічаються по всьому світу:
- P. aciculata (Thorell, 1877) — Індонезія (о. Сулавесі )

- P. aculeata (Westwood, 1835; typ.) — Індія, Китай

- P. alishanensis (Chen, 1990) — Тайвань

- P. altiventris (Yoshida, 1985) — Японія

- P. alveolata (Simon, 1903) — Екваторіальна Гвінея

- P. ambatolahy (Kariko, 2014) — Мадагаскар

- P. americana (Emerton, 1882) — США, Канада, Куба, Ямайка

- P. argoides (Doleschall, 1857) — Індонезія (о-в Амбон )

- P. aurata (O. Pickard-Cambridge, 1877) — Мадагаскар

- P. bifrons (Simon, 1895) — Філіппіни

- P. biocellata (Simon, 1893) — Бразилія

- P. bukolana (Barrion & Litsinger, 1995) — Філіппіни

- P. capensis (Simon, 1895) — ПАР

- P. concave (Yin & Xu, 2012) — Китай

- P. coracina (Simon, 1899) — Індонезія (о. Суматра )

- P. cribrata (Simon, 1893) — Парагвай

- P. crustula (Zhu, 1998) — Китай

- P. cygnea (Hickman, 1951) — Австралія (Тасманія)

- P. eburnea (Simon, 1895) — ПАР

- P. ellenbergeri (Berland, 1913) — Габон

- P. escalerai (Simon, 1903) — Екваторіальна Гвінея

- P. flavolimbata (Simon, 1893) — Еквадор

- P. floripara (Gao & Li, 2014) — Китай

- P. fumosa (Nicolet, 1849) — Чилі

- P. gayi (Nicolet, 1849) — Чилі

- P. gira (Levi, 1964) — Венесуела

- P. hankiewiczi (Kulczyński, 1911) — Португалія, Іспанія, Франція

- P. hexacantha (Thorell, 1890) — Індонезія (Суматра)

- P. jacobsoni (Reimoser, 1925) — Індонезія (Суматра)

- P. kibonotensis (Tullgren, 1910) — Східна Африка

- Phoroncidia k. concolor (Caporiacco, 1949) — Кенія

- P. levii (Chrysanthus, 1963) — Нова Гвінея

- P. longiceps (Keyserling, 1886) — Бразилія

- P. lygeana (Walckenaer, 1841) — Малайзія, Індонезія (Суматра, Ява, Калімантан)

- P. maindroni (Simon, 1905) — Індія

- P. minuta (Spassky, 1932) — Грузія, Азербайджан

- P. moyobamba (Levi, 1964) — Перу, Бразилія

- P. musiva (Simon, 1880) — Нова Каледонія

- P. nasuta (O. Pickard-Cambridge, 1873) — Шрі-Ланка, Тайвань, Японія

- P. nicoleti (Roewer, 1942) — Чилі

- P. nicoleti (Levi, 1964) — Чилі

- P. oahuensis (Simon, 1900) — Гаваї

- P. paradoxa (Lucas, 1846) — Південна Європа, Північна Африка, Туреччина

- P. pennata (Nicolet, 1849) — Чилі

- P. personata (L. Koch, 1872) — Самоа, Фіджі, Австралія (Лорд-Гав)

- P. pilula (Karsch, 1879) — Грузія, Росія (Далекий Схід), Китай, Корея, Японія

- P. pilula (Simon, 1895) — Танзанія (Занзібар)

- P. piratini (Rodrigues & Marques, 2010) — Бразилія

- P. pukeiwa (Marples, 1955) — Нова Зеландія

- P. puketoru (Marples, 1955) — Нова Зеландія

- P. puyehue (Levi, 1967) — Чилі

- P. quadrata (O. Pickard-Cambridge, 1880) — Нова Зеландія

- P. ravot (Levi, 1964) — Венесуела

- P. reimoseri (Levi, 1964) — Бразилія

- P. roseleviorum (Kariko, 2014) — Мадагаскар

- P. rotunda (Keyserling, 1890) — Австралія (Квінсленд, Лорд-Гав), Самоа

- P. rubens (Thorell, 1899) — Камерун

- P. rubroargentea (Berland, 1913) — Мадагаскар

- P. rubromaculata (Keyserling, 1886) — Бразилія

- P. ryukyuensis (Yoshida, 1979) — Тайвань, Японія (о. Рюкю)

- P. saboya (Levi, 1964) — Колумбія

- P. scutellata (Taczanowski, 1879) — Перу

- P. scutula (Nicolet, 1849) — Болівія, Чилі

- P. septemaculeata (O. Pickard-Cambridge, 1873) — Індія, Шрі-Ланка, Малайзія

- P. sextuberculata (Keyserling, 1890) — Австралія (Квінсленд)

- P. sjostedti (Tullgren, 1910) — Танзанія

- P. spissa (Nicolet, 1849) — Чилі

- P. splendida (Thorell, 1899) — Західна Африка

- P. studo (Levi, 1964) — Перу, Бразилія

- P. testudo (O. Pickard-Cambridge, 1873) — Індія, Шрі-Ланка

- P. thwaitesi (O. Pickard-Cambridge, 1869) — Шрі-Ланка

- P. tina (Levi, 1964) — Бразилія

- P. tricuspidata (Blackwall, 1863) — Бразилія

- P. trituberculata (Hickman, 1951) — Австралія (Тасманія)

- P. triunfo (Levi, 1964) — Мексика до Коста-Рики

- P. truncatula (Strand, 1909) — ПАР

- P. umbrosa (Nicolet, 1849) — Чилі

- P. variabilis (Nicolet, 1849) — Чилі

- P. vatoharanana (Kariko, 2014) — Мадагаскар

- P. wrightae (Kariko, 2014) — Мадагаскар

Раніше входили до роду Phoroncidia:
- P. flavomaculata (Keyserling, 1891) (включений у рід Dipoena)

- P. sudabides (Bösenberg & Strand, 1906) (включений у рід Chrosiothes)

Nomen dubium
- P. quadrispinella (Strand, 1907)